# سیارک ۳۸۵۹
سیارک ۳۸۵۹ (به انگلیسی: 3859 Borngen، نامگذاری:1987EW) سه هزار و هشتصد و پنجاه و نهمین سیارک کشف شده‌است که در ۴ مارس ۱۹۸۷ کشف شد.
قدر مطلق سیارک برابر ۱۲٫۰۰ است.